# Великий тихоокеанський смугастий восьминіг
Великий тихоокеанський смугастий восьминіг (англ. larger Pacific striped octopus, скорочується до LPSO), або восьминіг-арлекін, є видом восьминогів, поширеним у тропічних районах східної Пацифіки. Ці істоти примітні своєю поведінкою, нетиповою для більшості восьминогів: вони не агресивні одне до одного, живуть великими колоніями і не схильні до канібалізму при паруванні. До того ж, на відміну від інших восьминогів, LPSO здатні розмножуватися більше одного разу за життя.

## Відкриття і дослідження
Вид відомий з 1970-х років, коли двох його особин випадково виловило рибальське судно у Панамській затоці. У 1977 році співробітники Смітсонівського інституту вивчення тропіків у Панамі Аркадіо Роданіш і Мартін Мойніхан склали опис нового виду. Тим не менш, на сьогодні очевидно лише те, що ці восьминоги належать до роду Octopus, але не встановлено, чи є вони дійсно окремим видом від схожих на них Octopus chierchiae. Через це вид поки не має офіційної біноміальної назви і зазвичай позначається як LPSO.
Аркадіо Роданіш відзначив нетипову неагресивну поведінку нового виду, але спочатку це не привернуло увагу науковців. У 2012—2014 роках американські дослідники під керівництвом професора Каліфорнійського університету в Берклі Роя Колдуелла спостерігали за поведінкою 24 дорослих представників виду (13 самців та 11 самиць), поміщених у великі акваріуми з морською водою. Спочатку восьминогів тримали порізно, але коли дослідники переконалися, що спарювання молюсків проходять без канібалізму та завдання ушкоджень, вони дозволили кільком парам та групі з двох самиць і самця жити в одному акваріум. Внаслідок цих спостережень твердження Аркадіо Роданіша, який також брав участь у цьому дослідженні, були підтвердженні та доповнені.

## Опис
Слово «великий» у назві LPSO значить лише те, що особини цього виду мають більші розміри за представників схожого виду, Octopus chierchiae, що через це зветься «малий тихоокеанський смугастий восьминіг». Особина LPSO, виловлена в 1970-х, мала мантію завдовжки 60 мм і за 282 дні підросла до 110 мм. Максимальні розміри мантії, зареєстровані при утриманні в неволі, становили 45 мм у самців та 70 мм у самиць.
LPSO мають три основні варіанти забарвлення тіла, змінюючи його на повністю біле, повністю темно-коричневе або візерункувате з біло-коричневими смугами на голові та мантії та білими плямами на коричневому тлі на щупальцях. Цей візерунок може слугувати унікальним ідентифікатором, оскільки він індивідуальний у різних особин.
Схема забарвлення LPSO нагадує таку в інших восьминогів (наприклад, Octopus chierchiae, Octopus zonatus, Abdopus spp., Thaumoctopus mimicus і Wunderpus photogenicus), але візерунки є унікальними для цього виду.

## Ареал і середовище існування
LPSO зустрічали в багатьох місцях тропіків сходу Тихого океану — в Панамській затоці, у берегів Гватемали, в затоці Магделена біля Баха-Каліфорнія-Сур (Мексика), на північному тихоокеанському узбережжі Колумбії та Нікарагуа. Схоже, що LPSO віддають перевагу районам з м'яким субстратом з мулу або суміші мулу та піску, з глибиною від 7 до 100 метрів. Також цей вид схильний утворювати колонії чисельністю до 40 особин, які будують лігва в межах 1 метра одне від одного та живуть на одній території протягом усього життя.

## Парування
LPSO відомі, зокрема, своєю поведінкою при паруванні, яка значно відрізняється від такої у більшості видів восьминогів. У той час як більшість восьминогів використовують «дистанційне спарювання», коли самець поміщає гектокотиль в мантію самки з безпечної відстані, LPSO паруються більш «інтимно». Як правило, тіло самиці, що готова паруватися, демонструє абсолютно білий колір тіла, а самець — висококонтрастний візерунок зі смужками та плямами. При паруванні самець і самиця розташовуються у позиції дзьоб до дзьоба, переплітаючись та «обіймаючись» щупальцями. На відміну від деяких видів восьминогів, самиці LPSO не схильні до канібалізму і не завдають партнеру ушкоджень, залишаючи лише сліди присосок в результаті обіймів. Утворені пари LPSO схильні ділити їжу та мають спільне лігво.

## Розмноження
На відміну від більшості видів восьминогів, LPSO можуть нереститися кілька разів протягом свого життя. Самиця відкладає яйця в лігві та доглядає за ними, поки не вилупиться молодь. Після вилуплення з яйця потомство залишається у пелагічній зоні, поки не досягне дорослого стану.

## Полювання
Відомо, що LPSO полює на креветок, ротоногих, крабів і двостулкових молюсків, використовуючи підкрадання, переслідування або засідки, залежно від типу здобичі. Для поїдання двостулкових, меншу здобич розчавлюють або розривають, а у більшій — просвердлюють отвори. Крабів LPSO ловить із засідки, накидаючись прямо на жертву. Рой Колдуелл відзначив доволі для восьминогів незвичайний спосіб полювання на креветок — LPSO в даному випадку не кидається на здобич, як інші восьминоги, а обережно простягає до неї щупальце і різко хапає або сполохує, щоб схопити іншим щупальцем.

## Тривалість життя
LPSO живуть близько двох років. Як і більшість видів восьминогів, незадовго до смерті LPSO проходять стадію старіння. Після появи перших ознак старіння самці зазвичай живуть від 1 до 2 тижнів до смерті, самиці — від 2 до 4 місяців.